# Distretto di Chuanshan
Il distretto di Chuanshan (船山区S, Chuánshān QūP) è un distretto della Cina, situato nella provincia di Sichuan e amministrato dalla prefettura di Suining.